# Stipa hirtifolia
Stipa hirtifolia là một loài thực vật có hoa trong họ Hòa thảo. Loài này được Hitchc. miêu tả khoa học đầu tiên năm 1925.